# الارتياب

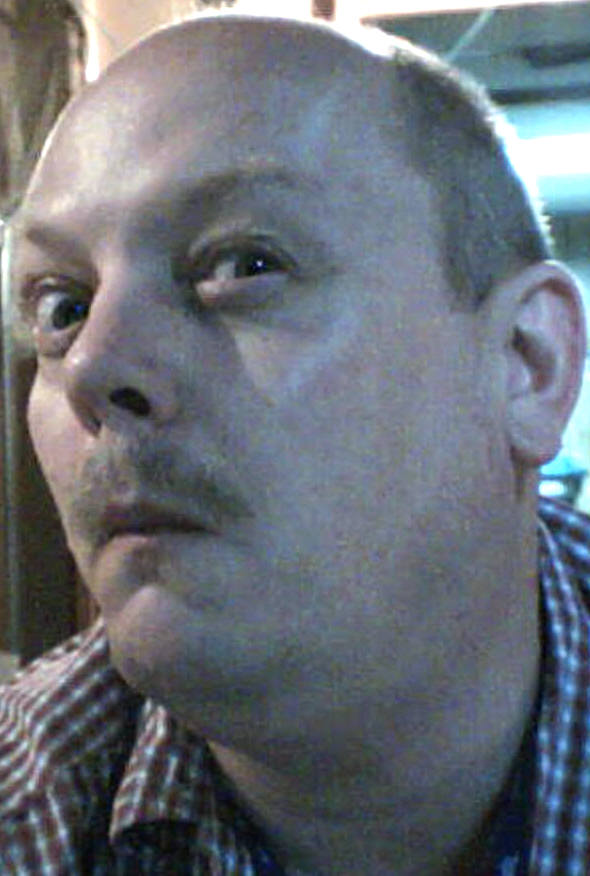

الارتياب[بحاجة لدقة أكثر] (أو عدم ثقة) هو وسيلة رسمية لعدم الثقة في أي طرف بشكل أكثر من اللازم في موقف مخاطرة شديدة أو شك عميق. وعادة ما يتم الإعراب عنه في علم التربية المدنية على أنه تقسيم أو توازن القوى، أو في علوم السياسة يُعبر عنه بأنه وسيلة للتحقق من شروط المعاهدة. وتقوم النظم القائمة على الارتياب ببساطة بتقسيم المسؤولية بحيث يمكن تفعيل عمليات التحقق والتوازنات. وتشير العبارة «ثق، ولكن تحقق» تحديدًا إلى الارتياب.
ويستند النظام الإنتخابي أو عملية مخاطبة حتمًا إلى الارتياب، ولكن ليس إلى عدم الثقة. الأطراف تتنافس في النظام، ولكنهم لا يتنافسون لتخريب النظام نفسه، أو كسب ميزة سيئة من خلاله - وإذا فعلوا ذلك، فسيتم الإمساك بهم بسهولة من قِبل الآخرين. وبالطبع يوجد الكثير من عدم الثقة بين الأطراف، وهذا هو المحرك تحديدًا لوضع نظام رسمي من الارتياب موضع التنفيذ. البروتوكول الدبلوماسي على سبيل المثال، المطبق بين الدول، يعتمد على وسائل مثل الرفض الرسمي الذي يعني في الواقع «إننا لا نثق في ذلك الشخص». كما أنه يميل إلى الاعتماد على آداب صارمة - الارتياب بكل عادات الشخص للإشارة إلى نيتهم، والاعتماد على معيار عالمي للسلوك في المناسبات الاجتماعية الحساسة.
ويستخدم البروتوكول كما هو معرف في علوم الكمبيوتر فكرة رسمية بشأن الارتياب ذاته. ليس من المفترض أن تقوم أطراف مختلفة بأحد الأنظمة «بالوثوق» في كل منهم الآخر ولكن حري بهم إجراء تأكيدات وطلبات وعمليات تحقق. وفور إجراء هذه الخطوات، فإن مسؤولية الأخطاء تقع على عاتق الطرف المتلقي بالنظام، وليس الطرف الذي أرسل المعلومات الأصلية. ويُسمى تطبيق هذا المبدأ داخل أحد البرامج التصميم القائم على العقد.
وتعتمد حوكمة الشركات على الارتياب بقدر ما حيث لا يتعين على مجلس الإدارة الوثوق بالتقارير التي يتلقاها من الإدارة، ولكنه مخول بالتحقيق فيها وتفنيدها والتصرف بالنيابة عن المساهمين مقابل المديرين. والحقيقة المتمثلة في أنهم نادرًا ما يقومون أو لا يقومون بهذا أبدًا في معظم الشركات الأمريكية يُعد علامة على أن علاقة الارتياب قد انهارت - وعندئذٍ فإن الفضائح المحاسبية والدعوات للإصلاح المحاسبي تكون هي النتيجة الحتمية. والهدف من ذلك تحديدًا هو تجنب أزمات الثقة الأكبر في المنظومة" ووضع إجراءات ارتياب رسمية قيد التنفيذ.

## دراسة الارتياب
يبين علم الاقتصاد العصبي كيف يحاول الاقتصاديون فهم سبب وثوق أو عدم وثوق البشر في بعضهم البعض وذلك من خلال تسجيل القياسات الفسيولوجية خلال التجارب الخاصة بالثقة. وأجرى الاقتصاديون تجارب لرصد الارتياب من خلال لعبة الثقة. وطُلب من الأشخاص الذي خضعوا للتجارب التبرع بشكل غير معلوم بكميات متنوعة من المال لأشخاص آخرين مجهولين خاضعين للتجربة دون ضمان بتلقي الأموال مرة أخرى. وتم إجراء التجربة في إطار ظروف شتى وبعد كل قرار، تم قياس مستويات ثنائي هيدروتيستوستيرون (DHT) للأشخاص الخاضعين للتجربة. وتشير نتائج هذه التجربة إلى أن الرجال والسيدات يتجاوبون مع الارتياب بشكل مختلف من الناحية الفسيولوجية؛ حيث ارتبط مستوى عالٍ من هرمون ثنائي هيدروتيستوستيرون (DHT) لدى الرجال بالارتياب. ومع ذلك، يتعين إجراء المزيد من التجارب وينبغي الحصول على مزيد من النتائج لتحديد على نحو دقيق العلاقة بين مقدار هرمون ثنائي هيدروتيستوستيرون الموجود لدى الذكور والاستجابات للارتياب.
كما تبين أن الارتياب يزيد من سرعة وأداء الأفراد والمجموعات في مهام معينة. وإحدى الوسائل لتصنيف المهام هي تقسيمها إلى مهام روتينية (عادية) ومهام غير روتينية (إبداعية وغير عادية وغير محددة). وتبين في التجارب أن الارتياب يزيد من الأداء في المهام غير الروتينية في حين يقل الأداء في المهام الروتينية.